# تشيتشيستر (نيوهامشير)
تشيتشيستر (بالإنجليزية: Chichester, New Hampshire)‏ هي بلدة أمريكية تقع في الولايات المتحدة في مقاطعة ميريماك. يقدر عدد سكانها بـ 2,523 نسمة ومساحتها 54.9 كم2 وترتفع عن سطح البحر 164 متر.